# Grecia Rojas Ortiz

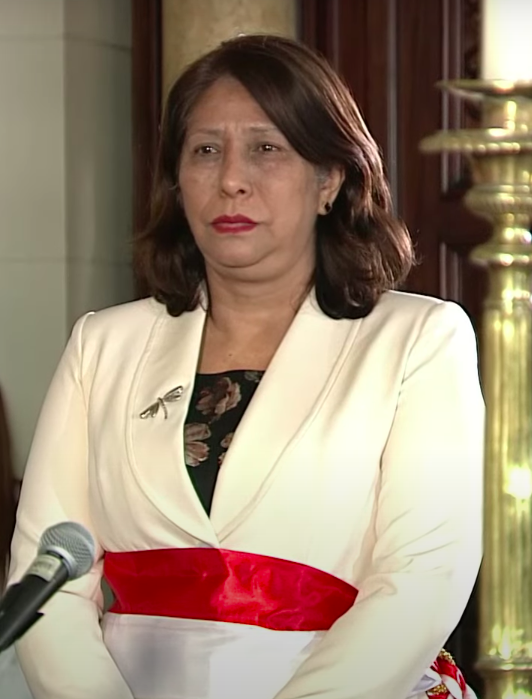
Grecia Rojas Ortiz, 2022 (nach Abgabe ihres Amtseids zur Frauenministerin)

Grecia Elena Rojas Ortiz (geboren im 20. Jahrhundert) ist eine peruanische Rechtsanwältin und Politikerin. Sie war vom Dezember 2022 bis zum Januar 2023 Frauenministerin im Kabinett Boluarte.

## Leben
Rojas Ortiz studierte Rechtswissenschaft mit Schwerpunkt in Public Policy. Sie arbeitet als Rechtsanwältin mit Spezialisierung Gender im Recht.

## Politische Laufbahn
Rojas Ortiz hatte mehrere Positionen im peruanischen Frauenministerium (Ministerio de la Mujer y Poblaciones Vulnerables) inne. So war sie zwischenzeitlich Leiterin der Generaldirektion für die Gleichstellung der Geschlechter und gegen Diskriminierung (Dirección General de Igualdad de Género y No Discriminación) und der Generaldirektion gegen geschlechtsbezogene Gewalt (Dirección General Contra la Violencia de Género). 2021 war sie in der Übergangsregierung von Präsident Francisco Sagasti Vizeministerin der Frau (Viceministra de la Mujer) und ab Februar 2022 in der Regierung von Präsident Pedro Castillo Vizeministerin der vulnerablen Bevölkerungsgruppen (Viceministra de Poblaciones Vulnerables).
Nachdem Castillo am 7. Dezember 2022 nach seinem versuchten Selbstputsch vom peruanischen Kongress abgesetzt wurde und somit Vizepräsidentin Dina Boluarte neue Präsidentin wurde, besetzte diese die Ministerien neu. Rojas Ortiz legte am 10. Dezember 2022 ihren Amtseid zur Frauenministerin ab. Infolge der Proteste gegen Boluarte trat Rojas Ortiz am 13. Januar 2023 zurück.